# Pražský uličník
Pražský uličník je encyklopedie názvů pražských veřejných prostranství (ulic, náměstí atd.). Obsahuje jak názvy současné, tak historické, a další podrobnosti (např. charakterizuje osoby, po kterých je prostora pojmenována). Obdobné publikace vyšly pro řadu dalších měst v Česku.

## Předchůdci

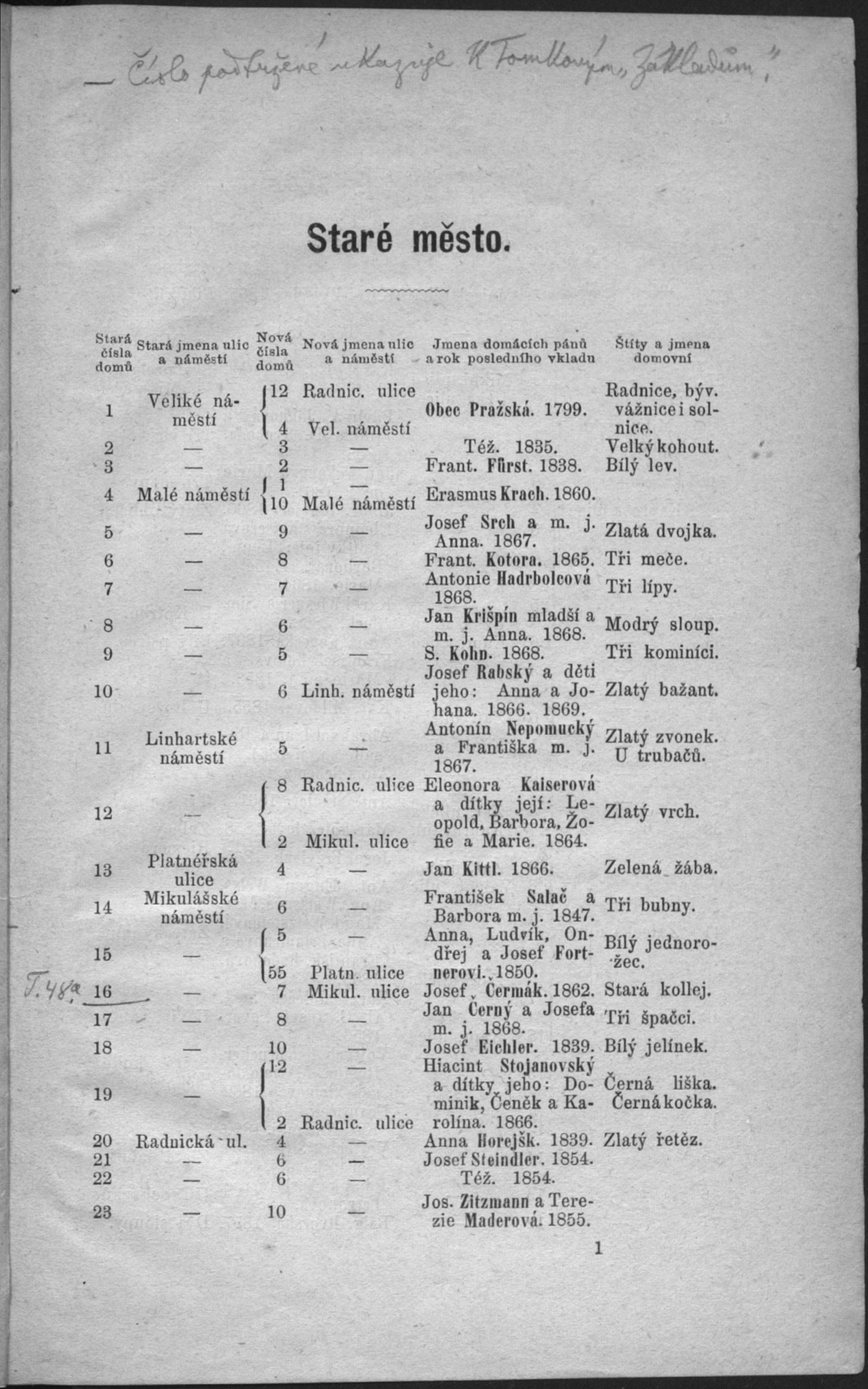
Karel Jaromír Erben: Autentický ukazatel (1870, str. 1)

Některá pražská veřejná prostranství nesou svá pojmenování již od 14. století. Za nejstarší je považován název dnes již neexistujícího Juditina mostu z 12. století. Názvy dalších ulic a tržišť se vžívaly od 14. století.

### Samostatné publikace
Pražský archivář, básník Karel Jaromír Erben vydal roku 1870 Autentický ukazatel ulic a náměstí i čísel domovních král. hl. města Prahy. Tato příručka není tříděna podle ulic, ale podle pražských čtvrtí a jednotlivých popisných čísel (tzv. starých čísel) domů v nich. Navíc ale uvádí nová čísla domů (orientační), majitele domu a slovní název domu (příp. domovní znamení). Obsahuje převodník čísel popisných z roku 1805 na čísla orientační, doplněný srovnáním popisných čísel z let 1770 a 1805. Podobný přehled porovnávající stará a nová čísla domů vydal, též v roce 1870, František Husák.
Své seznamy vydávaly koncem 19. počátkem 20. století i příměstské obce (Libeň, Vršovice, Nusle, Žižkov), které se později staly součástí Velké Prahy.

### Mapy a průvodce
Rejstříky ulic s názvy platnými v době vydání jsou též součástí map a průvodců daných sídel; přibližné místo na mapě je udáváno kombinací písmene a číslice.

## Struktura Pražského uličníku
Pražský uličník vyšel ve třech dílech, poprvé v roce 1998 (Dodatek v roce 2012): 
- A–N
- O–Z
- Dodatek (názvy nových ulic a rejstřík německých názvů).

Druhé, přepracované vydání vyšlo při příležitosti 100. výročí vzniku Velké Prahy (2022).
Struktura informací je následující:
- Úvod – Vysvětluje mj. historii a mechanismus pojmenovávání pražských veřejných prostranství. Ve statistickém souhrnu uvádí, že 32% je pojmenováno po osobách, 23 % podle místa, polohy a charakteru, 16 % podle obcí, 12 % podle místních a pomístních názvů.
- Slovník – Současné, abecedně řazené názvy jsou doplněny vysvětleními jejich původu (u názvů dle osob základními životopisnými údaji), vývojem názvu a rokem posledního pojmenování.
- Ostatní – Doplňující informace jako rejstřík starých názvů a mapy.

## Jiné městské uličníky
Podobně jako pro Prahu vznikaly a stále vznikají uličníky i pro jiná města (městské části) v Česku, zčásti jako soukromá internetová iniciativa. Jedná se např. o:
- Seznam ulic města Brna (různá vydání 1969, 1982, 1984)[7], Brněnské ulice a vývoj jejich názvů od 13. století po dnešek (1997), Názvy brněnských ulic, náměstí a jiných veřejných prostranství v proměnách času (2009)
- Ostravský uličník[8]
- Plzeňský uličník[9]
- Mimoňský uličník[10]
- Mělnický uličník[11]
- Bubenečský uličník[12]

Častá je elektronická forma, některé uličníky tvoří článek ve Wikipedii, včetně informací o původu názvu a dalších údajů (např. Seznam ulic v Třebíči).

## Obdobné zahraniční publikace
- Vídeňský adresář Adolfa Lehmanna (Adolph Lehmann's allgemeiner Wohnungs-Anzeiger, většinou vydáván s roční periodicitou) zveřejnil roku 1859 seznam vídeňských ulic, nejprve řazený podle čísel domů. V roce 1862 doplnil informaci o domech a ulicích i o jména majitelů (podobně jako Erbenův Autentický ukazatel). Od roku 1865 byly názvy ulic řazeny abecedně.[13]